# Michael Hayes (wrestler)
Michael Seitz (Pensacola, 29 marzo 1959) è un ex wrestler e musicista statunitense.
Lavora attualmente con la WWE dove è il capo del creative team. È noto per aver lottato in coppia con Terry Gordy nel tag team Fabulous Freebirds, con i ring name Michael P.S. ("Purely Sexy") Hayes, Lord Michael Hayes e Dok Hendrix.

## Carriera

### Inizi
Seitz debuttò nel mondo del wrestling nel 1977 in federazioni locali dello Stato del Tennessee. Nel 1979, formò un tag team con Terry "Bam Bam" Gordy chiamato The Fabulous Freebirds. Seitz divenne Michael "P.S." Hayes, ed insieme vinsero numerosi titoli di coppia insieme anche a Buddy "Jack" Roberts. Particolarità di Hayes, fu quella di iniziare ad eseguire il moonwalking sul ring come Michael Jackson faceva durante i concerti.
I Freebirds lottarono nella Georgia Championship Wrestling dal 1980 al 1982 sotto l'egida della National Wrestling Alliance, dove vinsero i titoli National Tag Team in alcune occasioni.

### World Class Championship Wrestling

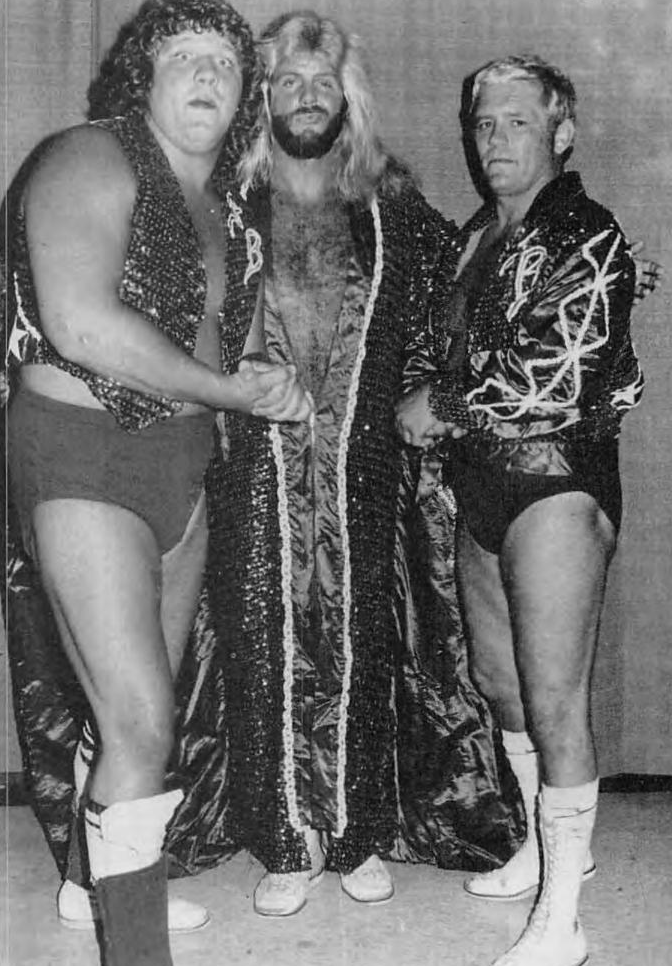
I Fabulous Freebirds nel 1985

Nel 1982, la coppia si trasferì nella World Class Championship Wrestling (WCCW), dove ebbe alcuni dei propri feud più famosi. Durante la notte di Natale del 1982, Hayes venne scelto dai fan per essere l'arbitro ospite speciale in occasione dello Steel Cage Match tra Ric Flair e Kerry Von Erich per il titolo NWA World Heavyweight Championship. Ad un certo punto, Hayes mise al tappeto Flair permettendo così a Von Erich di schienarlo facilmente. Von Erich, però, si rifiutò di schienare un avversario stordito in maniera così sleale e allora Gordy (che assisteva da bordo ring) lo colpì alla testa con la porta della gabbia. L'episodio diede il via allo storico feud tra i Fabulous Freebirds e la famiglia Von Erich.
Hayes fu sempre il leader e il membro più famoso del gruppo, soprattutto grazie al suo grande carisma e anche alle sue doti musicali che gli permisero di comporre la musica d'entrata dei Freebirds, Badstreet USA, nel 1983. Il video della canzone mostra tutti e tre i membri dei Fabulous Freebirds e anche Jimmy Garvin, spesso considerato il "quarto Freebird" in via non ufficiale. Altre canzoni utilizzate dal gruppo per l'entrata sul ring erano la celebre Free Bird dei Lynyrd Skynyrd e la versione di Willie Nelson del brano Georgia on My Mind.
Nel 1984, i Freebirds ebbero un breve stint in WWF, ma se ne andarono quando il management aveva espresso intenzione di dividerli. In seguito, i Freebirds trascorsero qualche mese nella American Wrestling Association nel 1985, scontrandosi con i Road Warriors per le cinture AWA World Tag Team Championship, vincendo i titoli durante la prima edizione di SuperClash prima che la dirigenza AWA decidesse di rovesciare l'esito del match. Dopo aver interferito in un incontro tra i Road Warriors e Jimmy Garvin con Steven Regal (che costò il titolo ai Warriors), i Freebirds lasciarono la compagnia per tornare in Texas.
Nel 1986 Hayes apparve nella scena iniziale del film Highlander insieme agli altri Fabulous Freebirds, dando un'ulteriore spinta alla sua notorietà fuori e dentro il ring.

### Universal Wrestling Federation
Nel 1986, i Freebirds passarono inoltre diversi mesi nella Universal Wrestling Federation con Sunshine come loro manager. Ebbero delle rivalità con i Fantastics (Bobby Fulton & Tommy Rogers) e con "Dr. Death" Steve Williams.
Sempre nel 1986, il partner di Hayes nei Freebirds, Terry Gordy, divenne il primo detentore del titolo UWF heavyweight. Dopo aver perso la cintura contro One Man Gang, i Freebirds si imbarcarono in un anomalo feud "heel vs heel" con il Devastation Inc. del General Skandor Akbar. Il feud continuò anche dopo il tradimento di Akbar nei confronti di Gang che permise a Big Bubba Rogers di vincere il titolo e vide i Freebirds formare un'alleanza con il vecchio nemico Steve Williams per contrastare la supremazia del Devastation Inc.
Come conseguenza di questo, dopo la rottura dei Freebirds, Hayes rimase nella UWF adesso come beniamino del pubblico a tutti gli effetti. Quando la NWA e la UWF co-produssero il pay-per-view Starrcade '87: Chi-Town Heat, Hayes fece coppia con Jimmy Garvin e Sting per sfidare il team composto da Eddie Gilbert, Rick Steiner e Larry Zbyszko, in una contesa che terminò in parità per limiti di tempo. Hayes sfidò anche il campione NWA World Champion Ric Flair, spesso combattendo in coppia con Jimmy Garvin.

### Ritorno nella World Class Championship Wrestling

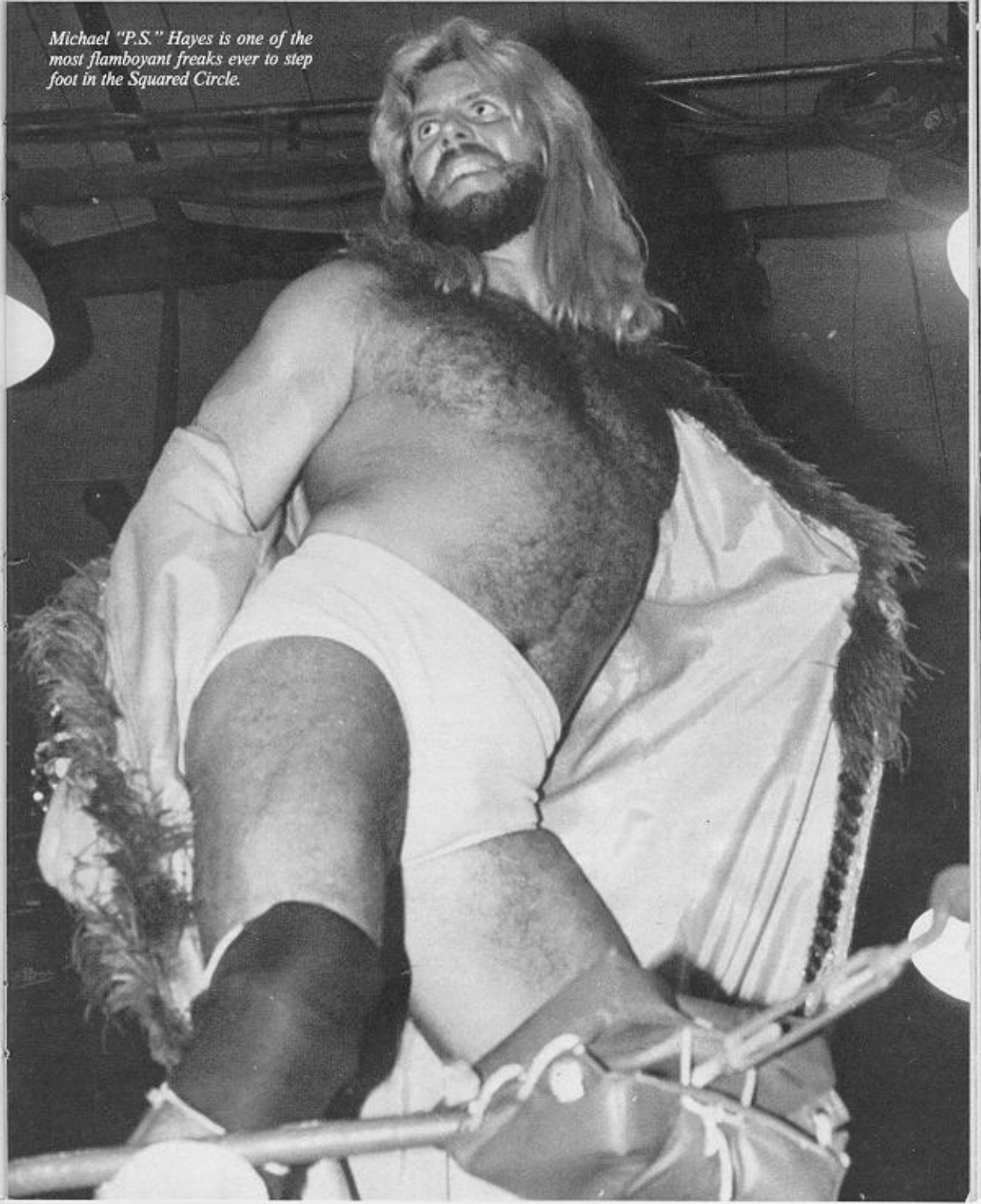
Michael Hayes nel 1987

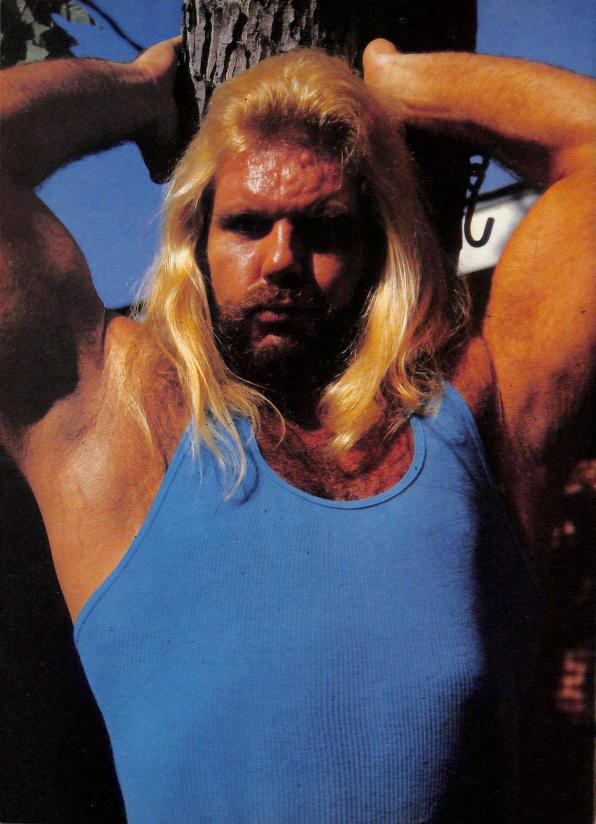
Hayes nel 1987

Nel 1987, a seguito della popolarità del brano Badstreet USA, Hayes incise e pubblicò un disco, Off The Streets. Fece anche dei concerti per promuovere l'album con la sua backing band, la "Badstreet Band".
Circa in questo stesso periodo, Hayes tornò nella World Class Championship Wrestling e trovò i suoi ex compagni dei Freebirds Gordy e Roberts, che, alleatisi con Iceman Parsons e The Angel of Death, avevano ripreso l'antico feud con i Von Erich. Dopo che Gordy e Roberts aiutarono Parsons a vincere disonestamente il World Class Heavyweight Title da Kerry Von Erich, un disgustato Hayes si alleò egli stesso con la famiglia Von Erich contro i suoi vecchi amici.
A Parade of Champions 1988, Gordy sconfisse Hayes in un hair vs hair "triple dome of terror" match. Dopo il match, tuttavia, Gordy si rifiutò di tagliare i capelli ad Hayes, assalendo invece a sorpresa Roberts e tagliando a lui i capelli. Successivamente, Hayes & Gordy si riunirono come face, iniziando una rivalità con Roberts e il suo Samoan Swat Team e, poi, con i vecchi avversari dei Freebirds Devastation Inc, dei quali Parsons era adesso membro.
Hayes formò anche un nuovo tag team con "Do It To It" Steve Cox e i due insieme sconfissero per due volte il Samoan Swat Team vincendo i titoli World Class Tag Team, nel settembre e nell'ottobre 1988.

### National Wrestling Alliance

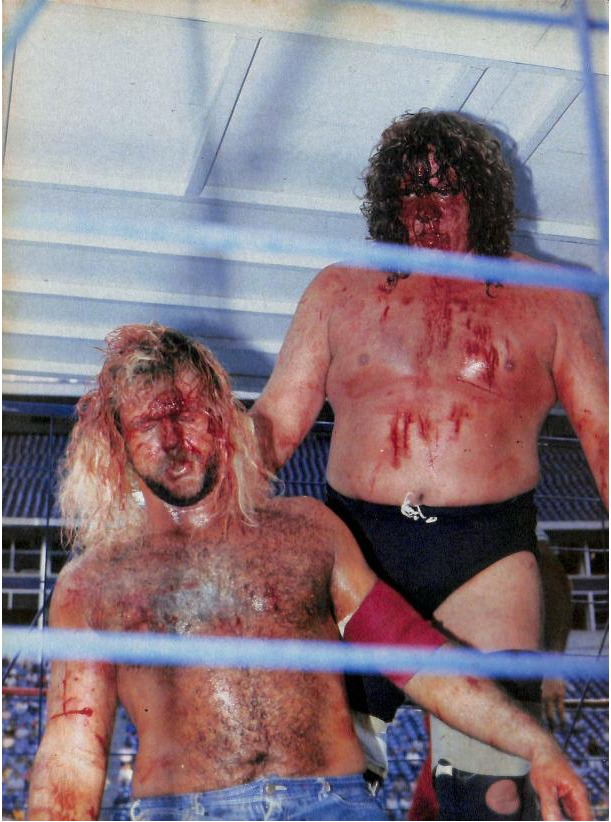
Terry Gordy e Michael Hayes sanguinanti sul ring (1988)

Nel 1989, Hayes tornò nella Jim Crockett Promotions, dove combatté da face. Effettuò un turn heel in occasione di un match del campione U.S. Lex Luger con la Yamazaki Corporation di Hiro Matsuda, tradendo Luger ed unendosi a loro. La stable includeva Ric Flair, Barry Windham, Kendall Windham e Butch Reed. Hayes ebbe un feud con Luger e vinse il titolo U.S. grazie ad una interferenza di Gordy. Ben presto ricedette la cintura a Luger e i ricostituiti Freebirds parteciparono al torneo indetto per incoronare i nuovi campioni NWA World Tag Team Championship.
A Clash of the Champions 7, il 14 giugno 1989, Jimmy Garvin si presentò come nuovo membro dei Freebirds e insieme a Hayes vinse il torneo e i titoli di coppia. I nuovi campioni iniziarono subito una rivalità con i Midnight Express (Bobby Eaton & Stan Lane). Gordy lasciò alla fine del 1989, mentre Hayes & Garvin si confrontarono con i Rock 'n' Roll Express (Ricky Morton & Robert Gibson).

### World Championship Wrestling
Nel 1991, la Jim Crockett Promotions cambiò nome in World Championship Wrestling (WCW) e i Fabulous Freebirds reclutarono un altro membro nella persona di Badstreet. Egli aiutò i Freebirds a vincere i titoli U.S. Tag Team e Six-Man Tag Team. Per breve tempo la stable ebbe anche due manager, Big Daddy Dink e Diamond Dallas Page. Quando Badstreet se ne andò dal gruppo, a fine 1991, i Freebirds effettuarono un turn face e la moglie di Garvin, Precious, divenne la loro nuova manager. Anche se vinsero nuovamente i titoli U.S. Tag Team, i Freebirds si divisero alla fine del 1992.
Hayes tornò, quindi, ad essere uno dei "cattivi" e iniziò a far da manager ad Arn Anderson & Bobby Eaton, che erano ancora membri della Dangerous Alliance. Egli divenne una sorta di membro non ufficiale della stable ed aiutò persino Paul E. Dangerously nel suo feud con Madusa. Nel 1993, Hayes divenne nuovamente un fan favorite ed ebbe un feud con Paul Orndorff per il TV Title. In seguito tornò a Dallas nella Global Wrestling Federation e si riunì con Garvin e Gordy nell'ennesima nuova resurrezione dei Freebirds, prima del fallimento della compagnia nel settembre seguente.

### World Wrestling Federation/Entertainment

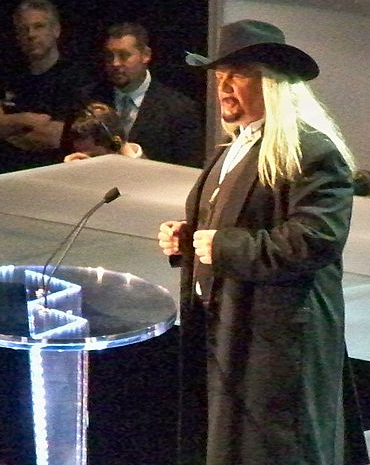
Michael Hayes alla cerimonia della WWE Hall of Fame 2016

Nel 1995, Hayes si ritirò dal ring a causa di un serio infortunio rimediato alla schiena mentre era in WCW. Firmò un contratto con la WWF assumendo l'identità di "Dok Hendrix", co-conduttore del programma WWF Action Zone insieme a Todd Pettengill. In questo ruolo avrebbe intervistato i wrestler prima dei loro incontri. Successivamente, fece da manager ai The Hardy Boyz (Matt & Jeff Hardy). Sfortunatamente, gli Hardy Boyz persero i titoli WWE World Tag Team Championship contro gli Acolytes al ppv Fully Loaded per colpa di Hayes che venne schienato nel corso di un handicap match; venne quindi licenziato dalla coppia in agosto. Divenne quindi un backstage road agent e commentatore tv per la WWF a tempo pieno. Nel 2016, è stato ammesso nella WWE Hall of Fame come membro dei The Fabulous Freebirds.

### Altre apparizioni
Seitz compare, insieme ai compagni dei Freebirds, nella scena iniziale del film Highlander - L'ultimo immortale del 1986.

## Personaggio

### Mosse finali
- One Hand Bulldog
- The Sexy Pistols (DDT)

## Titoli e riconoscimenti
- Georgia Championship Wrestling
  - NWA Georgia Tag Team Championship (1) – con Terry Gordy
  - NWA National Tag Team Championship (4) – con Terry Gordy (3) e Otis Sistrunk (1)

- Mid-South Wrestling Association
  - Mid-South Tag Team Championship (1) – con Terry Gordy

- NWA Mid-America
  - NWA Mid-America Tag Team Championship (2) – con Terry Gordy

- Power Pro Wrestling
  - PPW Heavyweight Championship (1)

- Pro Wrestling Illustrated
  - PWI Tag Team of the Year award nel 1981 – con Terry Gordy
  - PWI 3º dei 100 tag team del "PWI Years" con Terry Gordy nel 2003
  - 71º tra i 500 migliori wrestler singoli nella "PWI Years" (2003)

- World Championship Wrestling
  - NWA United States Heavyweight Championship (1)
  - NWA World Tag Team Championship (Mid-Atlantic version) (1) - con Jimmy Garvin
  - WCW United States Tag Team Championship (2) - con Jimmy Garvin
  - WCW World Six-Man Tag Team Championship (1) – con Jimmy Garvin e Badstreet
  - WCW World Tag Team Championship (1) – con Michael Cole

- World Class Championship Wrestling / World Class Wrestling Association
  - NWA American Tag Team Championship (1) – con Terry Gordy
  - NWA World Six-Man Tag Team Championship (Texas version) (6) – con Terry Gordy & Buddy Roberts (5) e Kerry Von Erich & Kevin Von Erich (1)
  - WCWA World Six-Man Tag Team Championship (1) – con Terry Gordy e Buddy Roberts
  - WCWA World Tag Team Championship (2) – con Steve Cox

- WWE
  - WWE Hall of Fame (classe del 2016)

- Wrestling Observer Newsletter
  - Match of the Year (1984) con Buddy Roberts e Terry Gordy vs. Von Erichs (Kerry, Kevin e Mike) in un Anything Goes match il 4 luglio
  - Tag Team of the Year (1980) con Buddy Roberts come i The Fabulous Freebirds

## Discografia

### Singoli
- Badstreet USA - Grand Theft Records 1984[3]

### Album
- Off The Streets - Grand Theft Records 1987[3]

## Nei videogiochi
- WWE All Stars (DLC a pagamento)
- WWE 2K17 (DLC a pagamento)
- WWE 2K18